# Проскуріна Марина Святославівна
Марина Святославівна Проскуріна — українська гімнастка.
Марина Проскуріна представляла Україну на Пекінській Олімпіаді. Найкраще місце 34 у вправах на колоді.